# Corpul de vânători belarus
Corpul de vânători belarus a fost o formație de infanterie a armatei Imperiului Rus din secolul al XVIII-lea. 
La 14 ianuarie 1785, din unitățile despărțite din diferite regimente de muschetari și batalioane de garnizoană, a fost înființat Corpul de vânatori (Jaeger) din Belarus. Corpul a fost alcătuit din 4 batalioane, fiecare cu câte 6 companii. 
La 29 noiembrie 1796, Unitatea a fost desființată.  
Corpul de vânători (Jaeger) din Belarus a luat parte la războiul ruso-turc din 1787-1792 și s-a distins în Bătălia de la Râmnic și în timpul asaltului de la Izmail. Apoi, sub comanda generalului-major S. L. Lvov, a fost în campania din 1794 împotriva rebelilor lui Kościuszko.